# SPHEREx
SPHEREx（スフィアーエックス、Spectro-Photometer for the History of the Universe, Epoch of Reionization, and Ices Explorer）は、全天サーベイを行い約4億5000万個の銀河の近赤外線スペクトルを測定する、未来の近赤外線宇宙望遠鏡である。 2019年2月、SPHERExはNASAによって次の中級エクスプローラー計画ミッションに選ばれ、競合する2つのミッションコンセプトであるArcusとFINESSEを打ち負かした。2022年8月年現在、SPHERExは2025年4月までにヴァンデンバーグ宇宙軍基地からFalcon9ロケットで打ち上げられる予定である。主任研究者はカリフォルニア州パサデナにあるカリフォルニア工科大学 (Caltech)のJames Bockである。

## 概要

### ミッション
SPHERExは、分光光度計を使用して全天サーベイを行い、0.75～5.0マイクロメートルの近赤外スペクトルを測定する。単一の観測モードを備えた稼働部を持たない単一の機器を使用し、全天を（96の異なるカラーバンドを用い、以前の全天マップをはるかに超える色分解能で）公称25か月間のミッション中4回マッピングする。重要な技術として、 ニュー・ホライズンズのLEISA によって実証された線形可変フィルターが挙げられる。
SPHERExは赤方偏移の精度に従って銀河を分類し、約4億5000万の銀河を分類し、測定されたスペクトルを銀河テンプレートのライブラリに当てはめる。具体的には、ハロー内の光と再電離時代からの信号を調べる。SPHERExは初期の宇宙インフレーションを引き起こした原因や銀河の起源と歴史、そして惑星系における水の起源を探ることが期待される  。
SPHERExは、計画されているユークリッド宇宙望遠鏡とナンシー・グレース・ローマン宇宙望遠鏡の分光調査を補完する。 SPHERExが提供する前景銀河の高精度赤方偏移情報は、ユークリッド宇宙望遠鏡とナンシー・グレース・ローマン宇宙望遠鏡による背景銀河の弱い重力レンズ測定に対応しており、前景銀河を取り囲む暗黒物質の分布を直接測定することができる。ただし、SPHERExの低赤方偏移調査ではインプレーションパラメータの測定をほぼ独立して行うことができ、新しい一連の証拠を提供できる 。

### 宇宙船/望遠鏡
トリプルミラー望遠鏡は、3.5° x 11° の視野と6つの2k x 2k テルル化水銀カドミウム(HgCdTe)光検出器アレイを備えた 20 cm の開口径を備えている 。各検出器アレイは線形可変フィルターで覆われており、アレイの1つの軸に沿って変化する帯域中心を持つ狭帯域応答を提供する。 SPHERExは複数回の露光によってスペクトルを取得し、特定のソースを視野内の複数の位置に配置させ、宇宙船を再ポイントして複数の波長で測定する。
SPHEREx宇宙船はボール・エアロスペース＆テクノロジーズによって提供され、ペイロードはCaltechとNASAのジェット推進研究所によって開発されている。韓国天文宇宙科学研究院は、非飛行極低温試験室の面での追加のサポートを提供する 。

## 歴史
SPHERExのプロポーザルは2014年12月19日にNASAに提出され、2015年7月30日に小規模エクスプローラープログラム(SMEX) のさらなる概念開発 (フェーズA) に選ばれた 。詳細な概念研究報告書は2016年7月19日にNASAに提出されたが、SMEXには選ばれなかった。SPHERExの強化版は、2016 年12月15日に中級エクスプローラー探査機(MIDEX)として提出され、2017年8月にファイナリストとして選ばれ、他の2つの競合するミッションであるArcusとFast Infrared Exoplanet Spectroscopy Survey Explorer (FINESSE) とともに選ばれた。各チームは、ミッションのコンセプトを9か月にわたって改良するために 200万ドルを受け取った。
SPHERExは2019年2月に勝者に選ばれ、ミッションは建設と打ち上げを進めることが承認された。中級エクスプローラーのミッション費用は、打ち上げロケットを除いて2億5000万ドルに制限されている。2020年4月の時点で、ミッションの予備総費用は約3億9500万ドルから4億2700万ドルである。2020年の見積もりには、打ち上げロケットのコストと、コスト上限に含まれない NASA の備蓄が含まれている。打ち上げは2024年6月 17日を目標としていた。
2021年1月7日、NASA はミッションがフェーズCに入ったと発表した。これは、初期の設計計画が承認され、チームが最終設計を開始してハードウェアとソフトウェアを組み立てることができることを意味する。打ち上げは2024年6月から2025年4月の間に予定されている。2021年2月4日、NASA は宇宙船の打ち上げ用にスペースXのファルコン9ロケットを選択し、打ち上げの総費用は9880万ドルになることを発表した。2022年8月、NASAは2025年4月にSPHERExとともにライドシェアペイロードとしてPUNCHコンステレーションの4つの超小型衛星を打ち上げることを発表した。